# Norbert Jerzak
Norbert Jerzak (ur. 22 września 1974 w Bogatyni) – polski duchowny katolicki, historyk Kościoła, doktor habilitowany nauk teologicznych, prorektor Papieskiego Wydziału Teologicznego we Wrocławiu.

## Życiorys
Święcenia kapłańskie przyjął 29 maja 1999. W 1999 uzyskał tytuł magistra w zakresie historii Kościoła. Odbył studia doktoranckie w Papieskim Fakultecie Teologicznym we Wrocławiu, które zakończył uzyskaniem stopnia naukowego doktora na podstawie rozprawy pt. Życie religijne wiernych parafii Kąty Wrocławskie w latach 1653–1945 napisanej pod kierunkiem ks. prof. dr. hab. Mieczysława Koguta. Został adiunktem w Instytucie Historii Kościoła Papieskiego Wydziału Teologicznego we Wrocławiu. W 2011 uzyskał stopień doktora habilitowanego nauk teologicznych na podstawie dorobku naukowego oraz rozprawy pt. Duszpasterstwo parafialne w archiprezbiteracie bogacickim w latach 1749–1924. Wydał także książkę pt. Sulików. Historia katolickiej i ewangelickiej parafii (2011).